# Three Seasons
Three Seasons (alternativ: Saigon Stories) ist ein US-amerikanisch-vietnamesisches Filmdrama aus dem Jahr 1999. Regie führte Tony Bui, der gemeinsam mit Timothy Linh Bui das Drehbuch schrieb.

## Handlung
Der Episodenfilm zeigt Szenen aus der Ho-Chi-Minh-Stadt. Zum Anfang werden Frauen gezeigt, die Lotosblüten verkaufen. Sie singen ein Lied des durch eine Krankheit entstellten Autors Dao.
Der Rikschafahrer Hai verliebt sich in die Prostituierte Lan, die für die Gäste der großen Hotels arbeitet. Sie sagt ihm, sie würde diese Arbeit nicht lange machen. Hai gewinnt 50 US-Dollar im Wettrennen der Rikschas und will einen Tag zusammen mit Lan verbringen, was sie jedoch ablehnt.
Der Veteran des Vietnamkrieges James Hager kommt in die Stadt, um seine Tochter zu suchen. Hai und seine Freunde verspotten dieses Vorhaben. Hager findet dennoch seine Tochter, schenkt ihr einen Bündel Lotosblüten und versucht, sich mit ihr zu unterhalten.

## Kritiken
Roger Ebert schrieb in der Chicago Sun-Times vom 28. Mai 1999, einige Sachen wie die romantisierende Darstellung der Prostitution können in den Vereinigten Staaten als politisch inkorrekt gelten. Der Film sei „extravagant schön“, eine „auffallend ehrgeizige“ Arbeit des 26-jährigen Regisseurs.
Das Lexikon des internationalen Films schrieb, der Film sei „ein mit leichter Hand ruhig und mit klarem Blick für kleine Gesten und Worte inszenierter Reigen alltäglicher Begebenheiten“. Er vermittle „vor dem Hintergrund des sich dem Westen öffnenden Landes“ „einen Eindruck von dem sich anbahnenden Wohlstandsgefälle“.
Prisma nennt das Werk einen „Episodenfilm über den vietnamesischen Alltag in Saigon“. Kritisiert aber, „Was für den einen große Filmkunst ist, ist für den anderen ein bunt bebildertes, aber langatmiges Schicksalskaleidoskop eines fernöstlichen Alltags.“
In das gleiche Horn stößt Silke Schütze von Cinema: „In Bildern von atmosphärischer Schönheit zeigt Bui eine Gesellschaft zwischen Tradition und Moderne, ein Land gezeichnet von Erinnerungen, bemüht, mit der Vergangenheit Frieden zu schließen. Fazit: Ein Film von magnetischer Stille“.

## Auszeichnungen
Tony Bui gewann im Jahr 1999 den Publikumspreis und den Großen Preis der Jury des Sundance Film Festivals. Einen dritten Preis des Festivals gewann Lisa Rinzler für ihre Kameraarbeit. Lisa Rinzler gewann außerdem 2000 den Independent Spirit Award, für den der Film in der Kategorie der Filme mit den Produktionskosten über 500 Tsd. US-Dollar nominiert wurde.
Der Film wurde 2000 für den Political Film Society Award für Exposé nominiert und gewann den Golden Satellite Award als Bester fremdsprachiger Film. Tony Bui wurde 1999 für den Goldenen Bären und für einen Preis des Stockholm Film Festivals nominiert, er gewann 1999 den Publikumspreis des Portland International Film Festivals.
Der Film war Vietnams Einsendung auf eine Nominierung als Bester fremdsprachiger Film bei der Oscarverleihung 2000, wurde aber nicht nominiert.

## Hintergründe
Der Film wurde an den Originaldrehorten in Vietnam gedreht. Er hatte seine Weltpremiere am 23. Januar 1999 auf dem Sundance Film Festival. Der Film spielte in den Kinos der USA ca. 2 Millionen US-Dollar ein.